# 오스만 제국의 국장

19세기에 사용된 오스만 제국의 국장

오스만 제국의 국장은 유럽의 국장 디자인을 바탕으로 하여 19세기 말에 처음 제정되었으며, 오스만 제국이 멸망했던 1922년까지 사용되었다. 마지막 국장 디자인은 1882년 4월 17일 당시 오스만 제국의 술탄이었던 압뒬하미트 2세에 의해 제정되었다.
술탄의 문장 안에는 오스만 제국의 술탄이 사용했던 결합 문자 (서명)인 투그라가 새겨져 있으며, 초록색 바탕에 세 개의 초승달이 그려진 기 (루멜리아)와 빨간색 바탕에 초승달과 별이 그려진 기 (아나톨리아와 다른 아시아 국가)가 엇갈린 채로 놓여 있다.
국장 양쪽에는 지하드를 위한 여러 가지 무기, 평화와 행복의 꽃, 쿠란과 순나, 정의의 천칭이 놓여 있다.
국장 아래쪽에는 왼쪽에서 오른쪽으로 오스만 제국의 다섯 개의 훈장인 니샤느(셰프카트, 오스마니, 임티야즈, 메지디예, 이프티하르)가 장식되어 있다.
오스만 제국의 국장 가운데 일부분에 그려져 있는 수직 방향으로 놓인 초승달과 타원은 이후 지금의 터키의 비공식 국장에 그려져 있는 초승달과 별로 수정되어 사용되고 있다.

## 같이 보기
- 오스만 제국의 국기